# Wang Yang
Wang Yang (chinois : 汪洋 ; né le 5 mars 1955) est un homme politique chinois à la retraite qui a été président du Comité national de la Conférence consultative politique du peuple chinois (CCPPC) de 2018 à 2023. Il a également été le quatrième membre du Comité permanent du Politburo du Parti communiste chinois de 2017 à 2022.
Wang est né à Anhui, où il a commencé sa carrière politique. Il a rejoint le gouvernement central en 1999 et a occupé divers postes au Conseil d'État jusqu'en 2005. Il a été nommé secrétaire du parti de Chongqing en 2005, puis secrétaire du parti du Guangdong et membre du Politburo en 2007. Pendant son mandat dans le Guangdong, il a mené des politiques économiques et sociales relativement libérales, surnommées le « modèle du Guangdong », qui contrastent avec le modèle plus à gauche prôné par Bo Xilai, qui a succédé à Wang en tant que secrétaire du Parti communiste de Chongqing.
De 2013 à 2018, Wang a été vice-premier ministre chargé de l'agriculture, de la gestion de l'eau, du commerce, du tourisme et de la réduction de la pauvreté sous la direction du premier ministre Li Keqiang. En 2017, il a été promu au Comité permanent du Politburo (CPP), dont il est devenu le quatrième membre. Il a été nommé président de la Conférence consultative politique du peuple chinois en 2018. Wang s'est retiré du Comité permanent du Politburo en 2022, et Wang Huning lui a succédé à la présidence de la CCPPC en 2023.

## Jeunesse
Wang est né le 12 mars 1955 à Suzhou, dans l'Anhui, au sein d'une famille ouvrière urbaine ordinaire. Son père était ouvrier et est décédé alors qu'il était encore jeune. Entre 1972 et 1976, il a travaillé comme ouvrier dans une usine de transformation alimentaire avant d'être promu superviseur. Il a adhéré au Parti communiste chinois (PCC) en 1975. Il rejoint ensuite l'école locale du parti en tant qu'instructeur, avant d'étudier l'économie politique à l'aube des réformes économiques de Deng Xiaoping à l'école centrale du parti en 1979.
Après cela, il est retourné dans sa ville natale en tant qu'instructeur sur la politique du parti avant de rejoindre l'organisation locale de la Ligue de la jeunesse communiste chinoise (LJCC), où il a été secrétaire adjoint du comité du comté de Suxian de la LJCC de 1981 à 1982, directeur du département de la propagande du comité provincial de l'Anhui de 1982 à 1983 et secrétaire adjoint du comité provincial de l'Anhui de la LJCC de 1983 à 1984. Il a ensuite été directeur adjoint et directeur du bureau des sports de la province d'Anhui de 1984 à 1988.
C'est à Tongling, dans l'Anhui, qu'il a fait ses premières armes dans l'administration civile, à partir de 1988. Il a fait partie de l'administration municipale en tant que secrétaire adjoint du parti, maire par intérim et maire, tout en obtenant un diplôme d'administration politique à l'École centrale du parti entre 1989 et 1992 par le biais de cours par correspondance. Lors d'une visite à Anhui en 1992, Deng Xiaoping aurait « découvert » Wang et aurait déclaré : « Wang Yang est un talent exceptionnel ».
Wang est devenu président de la Commission de planification économique de l'Anhui et assistant du gouverneur de la province en 1992. Wang a été nommé vice-gouverneur exécutif de l'Anhui en 1993, poste qu'il a occupé jusqu'en 1999, tout en étant secrétaire adjoint du PCC de l'Anhui de 1998 à 1999. Il a également obtenu une maîtrise en sciences de gestion à l'Université des sciences et technologies de Chine à Hefei, en suivant des études à temps partiel entre 1993 et 1999.
Par la suite, il a été transféré au gouvernement central en 1999, où il a occupé le poste de chef adjoint de la Commission nationale du développement et de la réforme jusqu'en 2003. Il a également suivi à deux reprises des programmes d'études à court terme pour les dirigeants provinciaux et ministériels à l'École centrale du parti en 1997 et 2001. Entre 2003 et 2005, il a occupé le poste de secrétaire général adjoint du Conseil d'État, chargé de l'administration quotidienne du Bureau général du Conseil d'État.

## Administration régionale

### A la tête de chongqing

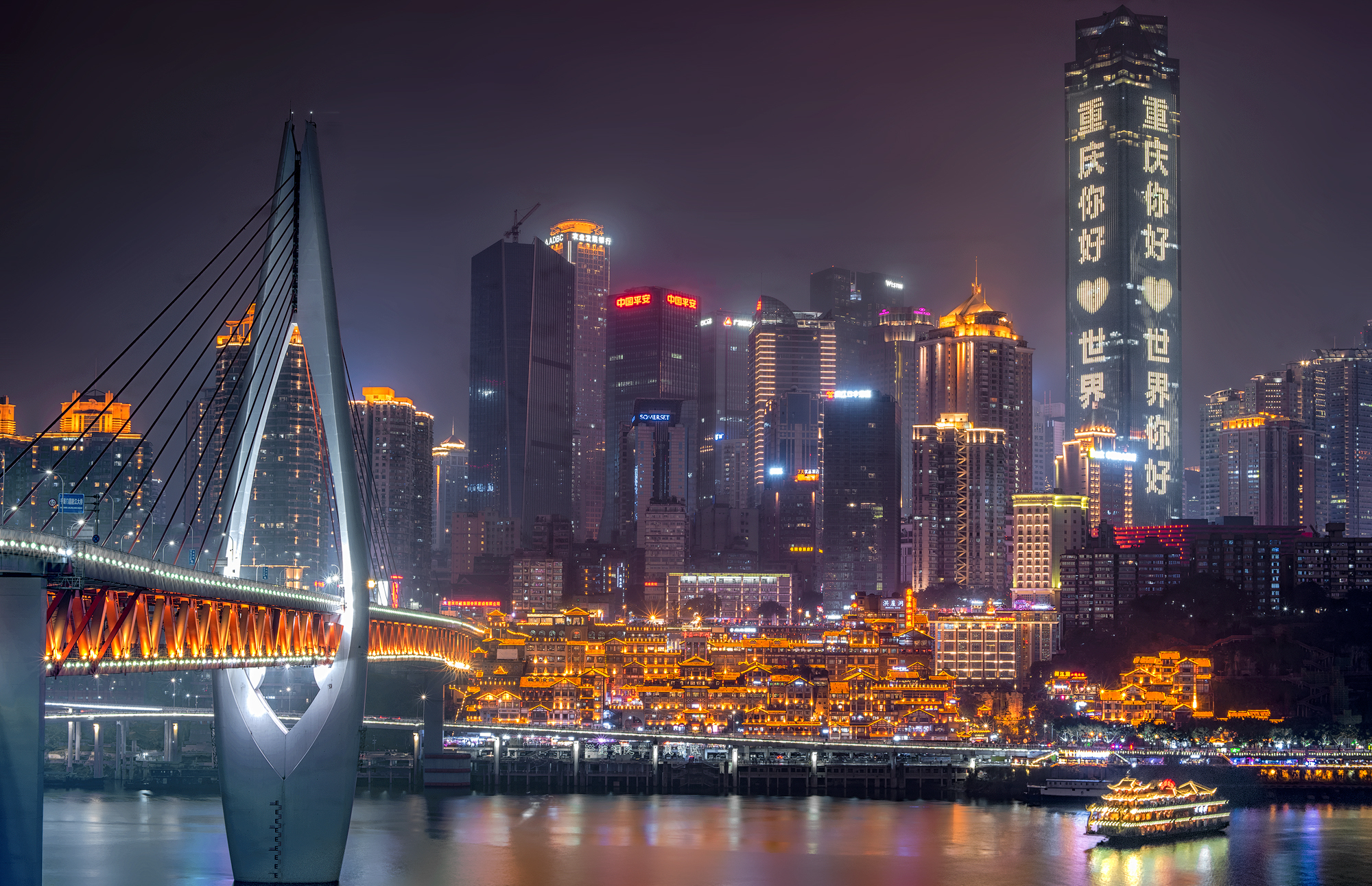
Chongqing, municipalité autonmne où les manoeuvres de Wang Yang et Bo Xilai se sont affrontées

Wang a été secrétaire du comité du parti à Chongqing, une municipalité de l'intérieur de l'Ouest, de 2005 à 2007. Les résultats obtenus par Wang à Chongqing lui ont valu une attention nationale, pour son travail visant à amener une région géographiquement éloignée et relativement sous-développée sur la scène internationale. À Chongqing, Wang a été félicité pour sa gestion d'une affaire délicate de démolition urbaine. Il a également été le pionnier de la réforme des médias dans la municipalité. Depuis le 1er janvier 2007, les médias de Chongqing n'accordent plus la priorité aux activités des dirigeants municipaux de la ville dans les bulletins d'information quotidiens, mais se concentrent sur les histoires des gens ordinaires, ce qui a entraîné une augmentation de la couverture de l'agriculture, de la vie rurale et des travailleurs migrants ruraux.
En 2007, Bo Xilai a succédé à Wang au poste de secrétaire du parti de Chongqing. Après avoir pris la place de Wang, Bo a orchestré une vaste campagne contre les gangsters locaux présumés. Les observateurs politiques ont noté que les efforts de Bo pour lutter contre le "crime“ étaient implicitement une critique de Wang Yang, puisque Wang pouvait maintenant être critiqué pour avoir toléré la corruption liée à la ”mafia" de la police et du système judiciaire de Chongqing, et pour avoir toléré le crime organisé. Bo Xilai a par la suite été arrêté pour divers chefs d'accusation et condamné à la prison à vie.

### Gestion du Guangdong
Dans le cadre d'un remaniement des dirigeants régionaux à l'échelle du parti, Wang Yang devait devenir secrétaire du comité du PCC de Guangdong après le 17e congrès national du parti. Il a pris officiellement ses fonctions en novembre 2007. Ce poste étant considéré comme l'un des plus importants postes de direction régionale en Chine, il a également obtenu un siège au Politburo du Parti communiste, le deuxième plus haut conseil de direction du pays. L'entrée de Wang au Politburo a surpris certains observateurs, étant donné qu'avant 2007, il n'avait même pas été membre à part entière du Comité central, un organe plus large composé d'environ 200 membres, essentiellement des fonctionnaires du parti de niveau provincial et ministériel.
Dans la province de Guangdong, Wang se présente de plus en plus comme un réformateur audacieux. Il a contribué à pousser la province de Guangdong, déjà surnommée le « terreau de la réforme » en Chine, vers des libertés économiques et politiques encore plus grandes. En outre, Wang a cherché à diversifier l'économie de la province en s'éloignant de l'industrie manufacturière et en faisant de Shenzhen un centre d'innovation pour la nouvelle économie chinoise. Le style de leadership de Wang l'a distingué des administrateurs provinciaux habituellement incolores et peu enclins à prendre des risques, qui répètent la ligne du parti. Il a souvent été comparé à Bo Xilai par les observateurs politiques, car Wang et Bo étaient tous deux considérés comme des étoiles montantes de la politique chinoise aspirant à la plus haute fonction. Tous deux occupaient des postes régionaux importants qui pouvaient servir de « terrains d'essai » pour les politiques susceptibles d'être mises en œuvre à l'échelle nationale.
Lors de la crise financière mondiale de 2008, le Guangdong a été confronté à une vague massive de faillites de petites et moyennes entreprises (PME). En réponse, Wang a déclaré que son administration n'interviendrait pas pour empêcher les faillites. Il a fait remarquer que les PME non rentables « ne sont pas productives et finiront par être éliminées par le marché ». Après une visite du premier ministre Wen Jiabao dans le delta de la rivière des Perles, qui était favorable à la protection des petites et moyennes entreprises afin de prévenir le chômage, le gouvernement du Guangdong dirigé par Wang s'est montré réticent à adhérer aux directives du gouvernement central qui appelaient à une plus grande intervention de l'État.

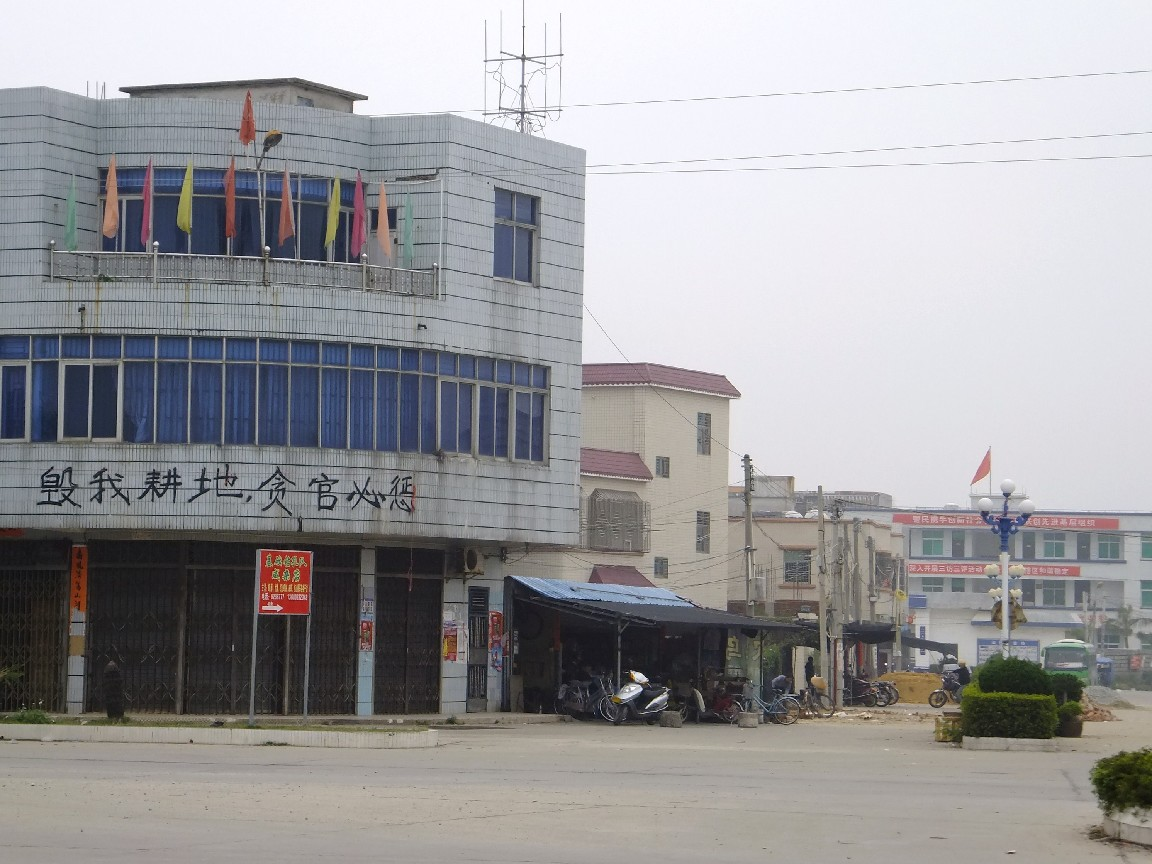
Centre ville de la ville de Wukan, épicentre d'une révolte contre le parti communiste chinois en 2011

En 2009, Wang a souhaité rétablir la semaine fériée du 1er mai dans la province de Guangdong. Ce jour férié avait été supprimé du calendrier par les autorités centrales quelques années auparavant. La décision a toutefois été annulée par le gouvernement central. Par la suite, il a reçu des éloges internationaux pour sa gestion des manifestations de Wukan en 2011. Wukan est un village de pêcheurs relevant de la juridiction de la ville de Shanwei ; des milliers de villageois se sont soulevés pour protester contre ce qu'ils considéraient comme une compensation insuffisante pour les résidents locaux lors de la vente de terres par les autorités. Sous la direction de Wang, le gouvernement provincial a offert des concessions aux villageois protestataires et a autorisé des élections locales pour élire un nouveau chef de village,.
Pendant son mandat à Guangdong, Wang a également critiqué ouvertement la corruption et le népotisme, ce qui l'a mis en porte-à-faux avec la famille du défunt général Ye Jianying. La famille de Ye avait des intérêts économiques et politiques considérables dans le Guangdong et conservait une influence considérable parmi les élites politiques du pays, en particulier les descendants des premiers révolutionnaires communistes, mieux connus sous le nom de « Princes rouges ».En conséquence, les détracteurs de Wang le considèrent comme « politiquement peu fiable », suggérant que Wang a fait preuve de trop d'audace en bousculant le statu quo, sous lequel la plupart des princes rouges avaient bénéficié d'immenses avantages. Wang a été largement présenté dans la période précédant le 18e Congrès national du Parti comme une étoile montante, probablement destinée à devenir membre du Comité permanent du Politburo (CPP) en 2012. Toutefois, il a été dit que les mauvaises relations de Wang avec la famille Ye réduisaient ses chances d'entrer au CPP. En fin de compte, le 18e CPP a été dominé par des personnes décrites comme des princes rouges, avec trois des sept membres (Xi Jinping, Yu Zhengsheng et Wang Qishan) en étant.

## Pouvoir national

### Vice-premier ministre (2013-2018)
Bien que Wang n'ait pas atteint le sommet de la vie politique chinoise comme l'avaient prédit certains observateurs, il a été reconduit comme membre du Politburo lors de la première session plénière du 18e Comité central, le 15 novembre 2012. Il a ensuite quitté son poste de dirigeant du Guangdong, remplacé par une autre étoile montante de la politique, Hu Chunhua. En mars 2013, Wang Yang a été nommé vice-premier ministre du gouvernement de Li Keqiang lors de la première session du 12e Congrès national du peuple, supervisant les portefeuilles de l'agriculture, de la gestion de l'eau, du commerce, du tourisme et de la réduction de la pauvreté.
En sa qualité de vice-premier ministre, Wang rencontre fréquemment des dignitaires internationaux et accompagne Xi Jinping ou Li Keqiang lors de leurs déplacements à l'étranger. Toutefois, les opinions politiques audacieuses qu'il affichait périodiquement semblent avoir été reléguées au second plan à mesure que le nouveau groupe de dirigeants du parti s'est progressivement rallié à l'idéologie de Xi Jinping. À la suite du 4e plénum du 18e comité central qui s'est tenu en octobre 2014, Wang a publié un article dans le Quotidien du Peuple, le porte-parole du parti, dans lequel il faisait l'éloge des réformes juridiques discutées lors du plénum et déclarait que la Chine apprendrait de sa propre culture et de sa propre expérience, qu'elle ne « copierait jamais les modèles ou les philosophies d'autres pays » lorsqu'il s'agit de réforme juridique.
Wang a assumé plusieurs rôles importants à la tête de comités directeurs ad hoc de coordination des politiques, connus sous le nom de « Central Leading Groups » (groupes directeurs centraux). Depuis 2013, il est le chef du groupe directeur sur la propriété intellectuelle et les produits de contrefaçon, le chef du groupe directeur du Conseil d'État sur la réduction de la pauvreté et le chef adjoint de la Commission sur la sécurité alimentaire. En 2014, il a également été nommé chef adjoint du groupe directeur pour l'avancement du développement des nouvelles routes de la soie et chef du groupe directeur sur la réduction de la pauvreté. Wang est considéré comme un candidat sérieux pour entrer au Comité permanent du Politburo lors du 19e Congrès national du Parti en 2017.

### Président de la conférence consultatif politique du peuple chinois (2018-2023)
Wang a été choisi comme membre du 19e Comité permanent du Politburo, l'organe décisionnel suprême de la Chine, lors de la première session plénière du 19e Comité central, le 25 octobre 2017. En mars 2018, il est devenu président de la Conférence consultative politique du peuple chinois.
Wang a dirigé le groupe restreint de coordination du travail au Xinjiang du Comité central, un organe qui décide des politiques du Xinjiang. Par la suite, il s'est rendu au Xinjiang en avril 2018, puis en mars et en juillet 2019. Selon une source citée par le South China Morning Post, Wang a rapporté à Xi Jinping que les mesures visant les minorités ethniques musulmanes au Xinjiang ont déclenché un mécontentement généralisé parmi les fonctionnaires et les citoyens chinois Han.
Lors du 20e Congrès national du Parti communiste chinois en octobre 2022, Wang n'est pas élu au nouveau 20e Comité central du Parti communiste chinois, ce qui indique qu'il prend sa retraite politique. Wang quitte son poste de président de la Conférence consultative politique du peuple chinois en mars 2023.

## Personnalité

### Positions politiques
Wang est souvent considéré comme un libéral et un réformateur de premier plan au sein de l'élite dirigeante chinoise, représentant une école de pensée qui prône un rôle plus important du marché libre et une libéralisation politique progressive. Bien qu'il ait été généralement plus audacieux dans la remise en question de l'orthodoxie du parti que ses pairs, les analystes suggèrent qu'il est peu probable qu'il remette directement en question la ligne du parti.
Wang est également considéré comme un défenseur des solutions basées sur le marché pour le développement économique. Si l'on compare la croissance économique à la préparation d'un gâteau, Wang a déclaré que la priorité devrait être de « préparer un plus gros gâteau » plutôt que de le diviser, c'est-à-dire que la croissance économique a la priorité sur la redistribution des richesses. Cette position contraste fortement avec le « modèle de Chongqing » avancé par Bo Xilai, qui suggère que les richesses doivent d'abord être redistribuées équitablement, ou que la redistribution des richesses et la croissance économique peuvent avoir lieu simultanément. Les points de vue opposés de Wang et Bo sur ce qui a été appelé la « théorie du gâteau » ont été caractérisés comme un clivage idéologique « gauche-droite » de plus en plus apparent au sein de l'élite dirigeante de la Chine.

### Image publique
On voit souvent Wang sourire en public et il est connu pour ne pas se teindre les cheveux, contrairement à la plupart de ses collègues. Il est également connu pour faire des remarques désinvoltes et souvent humoristiques en public. En tant que principal responsable économique représentant la Chine au dialogue stratégique et économique entre les États-Unis et la Chine en 2013, Wang a comparé les relations entre la Chine et les États-Unis à celles d'un couple marié. Lors d'une séance avec le secrétaire américain au Trésor Jack Lew, Wang a déclaré : « Je sais que les États-Unis autorisent le mariage homosexuel, mais je ne pense pas que Jacob et moi ayons de telles intentions ». Il a ensuite ajouté que la Chine et les États-Unis ne devraient pas « choisir la voie du divorce », déclarant que « comme pour Wendy Deng et Rupert Murdoch, c'est tout simplement trop cher ».

## Vie privée
Wang Yang est marié à Zhu Mali, dont le père, Zhu Jianyuan, était le chef adjoint de la préfecture de Suxian. Ils ont une fille, Wang Xisha, diplômée de l'école de gestion Guanghua de l'université de Pékin et titulaire d'un master de l'université de Tufts.
En 2019, le New York Times a rapporté que Wang Xisha avait été embauchée en 2010 par la Deutsche Bank en partie grâce aux relations de son père, notamment parce qu'un employé de la banque avait mentionné, lors du processus de candidature, que Wang Xisha aurait « accès » à un constructeur automobile public à Guangzhou, où Wang Yang était un haut fonctionnaire du gouvernement. En 2020, Wang Xisha est à nouveau mentionnée par le New York Times, qui rapporte qu'elle a acheté une maison de 2 millions de dollars à Hong Kong en 2010. Elle est mariée à Nicholas Zhang (Zhang Xinliang), le petit-fils de l'ancien ministre de la défense Zhang Aiping.